# شیفاک
 شیفاک (نام علمی: Propithecus) نام یک سرده از تیره ایندیریان است. نخستی‌های عضو این سرده به داشتن جیغ‌های بلند «شی–فاک» مانند در هنگام خطر شناخته‌شده هستند. آن‌ها از میوه‌های پرانرژی موجود در ماداگاسکار تغذیه می‌کنند و برای ارتباط با یکدیگر و مشخص کردن قلمرو، مایعی بودار تولید و بر روی برگ درختان پخش می‌کنند.

## طبقه‌بندی
- خانواده ایندیریان: woolly lemurs and allies
  - سرده ایندری
  - سرده لمور پشمالو
  - سرده Propithecus[۲]
    - گروه P. diadema
      - شیفاک دیهیم‌دار, Propithecus diadema
      - شیفاک میلن ادواردز, Propithecus edwardsi
      - شیفاک ابریشمی, Propithecus candidus
      - شیفاک پریه, Propithecus perrieri

    - گروه P. verreauxi
      - شیفاک کاکرل, Propithecus coquereli
      - شیفاک ورو, Propithecus verreauxi
      - شیفاک دکن, Propithecus deckenii
      - شیفاک تاج‌دار, Propithecus coronatus
      - شیفاک تاج‌طلایی, Propithecus tattersalli